# Primeira Divisão 1991-1992
La Primeira Divisão 1991-1992 è stata la 54ª edizione della massima serie del campionato portoghese di calcio e si è conclusa con la vittoria del Porto, al suo dodicesimo titolo.
Capocannoniere del torneo è stato Ricky (Boavista) con 30 reti.

## Classifica finale
|    | Classifica        | Pt | G  | V  | N  | P  | GF | GS |
| -- | ----------------- | -- | -- | -- | -- | -- | -- | -- |
| 1  | Porto             | 56 | 34 | 24 | 8  | 2  | 58 | 11 |
| 2  | Benfica           | 46 | 34 | 17 | 12 | 5  | 62 | 23 |
| 3  | Boavista          | 44 | 34 | 16 | 12 | 6  | 45 | 27 |
| 4  | Sporting          | 44 | 34 | 18 | 8  | 8  | 56 | 26 |
| 5  | Vitória Guimarães | 41 | 34 | 14 | 13 | 7  | 46 | 35 |
| 6  | Farense           | 35 | 34 | 12 | 11 | 11 | 35 | 33 |
| 7  | Marítimo          | 35 | 34 | 12 | 11 | 11 | 40 | 38 |
| 8  | Beira Mar         | 32 | 34 | 11 | 10 | 13 | 32 | 41 |
| 9  | Chaves            | 30 | 34 | 10 | 10 | 14 | 36 | 45 |
| 10 | Estoril Praia     | 30 | 34 | 10 | 10 | 14 | 34 | 54 |
| 11 | Braga             | 29 | 34 | 12 | 5  | 17 | 41 | 49 |
| 12 | Paços Ferreira    | 29 | 34 | 10 | 9  | 15 | 31 | 45 |
| 13 | Gil Vicente       | 29 | 34 | 11 | 7  | 16 | 26 | 42 |
| 14 | Famalicão         | 28 | 34 | 9  | 10 | 15 | 27 | 40 |
| 15 | Salgueiros        | 28 | 34 | 7  | 14 | 13 | 27 | 35 |
| 16 | Torreense         | 27 | 34 | 8  | 11 | 15 | 36 | 43 |
| 17 | Penafiel          | 25 | 34 | 7  | 11 | 16 | 30 | 47 |
| 18 | União Madeira     | 24 | 34 | 9  | 6  | 19 | 30 | 58 |

### Verdetti
- Porto campione di Portogallo 1991-1992.
- Porto qualificato alla UEFA Champions League 1992-1993.
- Boavista qualificato alla Coppa delle Coppe 1992-1993.
- Benfica,  Sporting Lisbona e  Vitória Guimarães qualificate alla Coppa UEFA 1992-1993.
- Torreense,  Penafiel e  União Madeira retrocesse in Segunda Liga 1992-1993.

## Classifica marcatori
| Gol |  |  | Giocatore       | Squadra           |
| --- |  |  | --------------- | ----------------- |
| 30  |  |  | Ricky           | Boavista          |
| 25  |  |  | Jorge Cadete    | Sporting Lisbona  |
| 15  |  |  | Ziad Tlemçani   | Vitória Guimarães |
| 15  |  |  | Chiquinho Conde | Porto             |
| 12  |  |  | Isaías          | Benfica           |
| 11  |  |  | Djamel Menad    | Famalicão         |
| 11  |  |  | Rosário         | Torreense         |
| 10  |  |  | Edmilson        | Marítimo          |
| 10  |  |  | Emil Kostadinov | Porto             |
| 10  |  |  | Tihomir Rudež   | Chaves            |